# Traquet variable
Oenanthe picata
Espèce
Statut de conservation UICN

 LC  : Préoccupation mineure
Le Traquet variable (Oenanthe picata) est une espèce d'oiseaux de la famille des Muscicapidae.
Cet oiseau est notamment répandu à travers l'Asie centrale et le Moyen-Orient.